# 삼비아반도

삼비아반도의 위치

삼비아반도(러시아어: Самбийский полуостров) 또는 칼리닌그라드반도(러시아어: Калининградский полуостров)는 발트해 남동부 연안에 위치한 반도이다.

## 지리
행정 구역상으로는 러시아 칼리닌그라드주에 속하며 북동쪽으로는 쿠로니아 석호, 남서쪽으로는 비스툴라 석호, 남쪽으로는 프레골랴강, 동쪽으로는 데이마강과 접한다. 삼비아반도에 위치한 주요 도시로는 젤레노그라츠크, 스베틀로고르스크가 있다.

## 역사
프루센인 계열의 부족인 삼비아인이 최초로 거주했으며 13세기에 튜턴 기사단에 정복되었다. 1243년에는 프로이센 감독 교구와 함께 잠란트 교구(Samland), 포메자니아 교구(Pomesania), 에름란트 교구(Ermland), 쿨름 교구(Culm)가 설립되었다.
1618년부터는 브란덴부르크 변경백국의 지배를 받았으며 1701년부터는 프로이센 왕국의 지배를 받았다. 1773년에는 동프로이센의 일부가 되었고 1871년부터는 독일 제국의 지배를 받았다. 제1차 세계 대전의 종전과 함께 바이마르 공화국의 지배를 받았다. 1945년 제2차 세계 대전의 종전과 함께 삼비아반도를 포함한 동프로이센 북부가 소련에 편입되었으며 동프로이센 남부는 폴란드에 편입되었다. 동프로이센 북부에 칼리닌그라드주가 신설되면서 독일인들은 추방되었고 러시아인들, 벨라루스인들이 새로 정착했다.

## 같이 보기
- 쿠로니아 석호
- 쿠로니아 사주
- 비스툴라 석호